# Grande Prêmio de Mônaco de 2016
O Grande Prêmio de Mônaco de 2016 (formalmente denominado Formula 1 Grand Prix de Monaco 2016) foi a sexta etapa da temporada de 2016 da Fórmula 1. Foi disputado no dia 29 de maio de 2016 no Circuito de Monte Carlo. Essa corrida marca a estreia do pneu Ultra Macio (Roxa).

## Relatório

### Antecedentes
Homenagem a Jules Bianchi
O piloto francês, Romain Grosjean homenageou seu compatriota Jules Bianchi em seu capacete dois anos após do pontos históricos com Marussia.
O capacete, como de costume, apresenta vermelho e azul como cores principais, remetendo à bandeira da França. A diferença é uma imagem de Bianchi na parte de trás. O número 17 que marcou a última temporada de Jules Bianchi na F1, também está presente no capacete do piloto da Haas. Abaixo, a inscrição ‘Mônaco 2014 - P9’ remete ao resultado histórico.

### Treino Classificatório
Q1

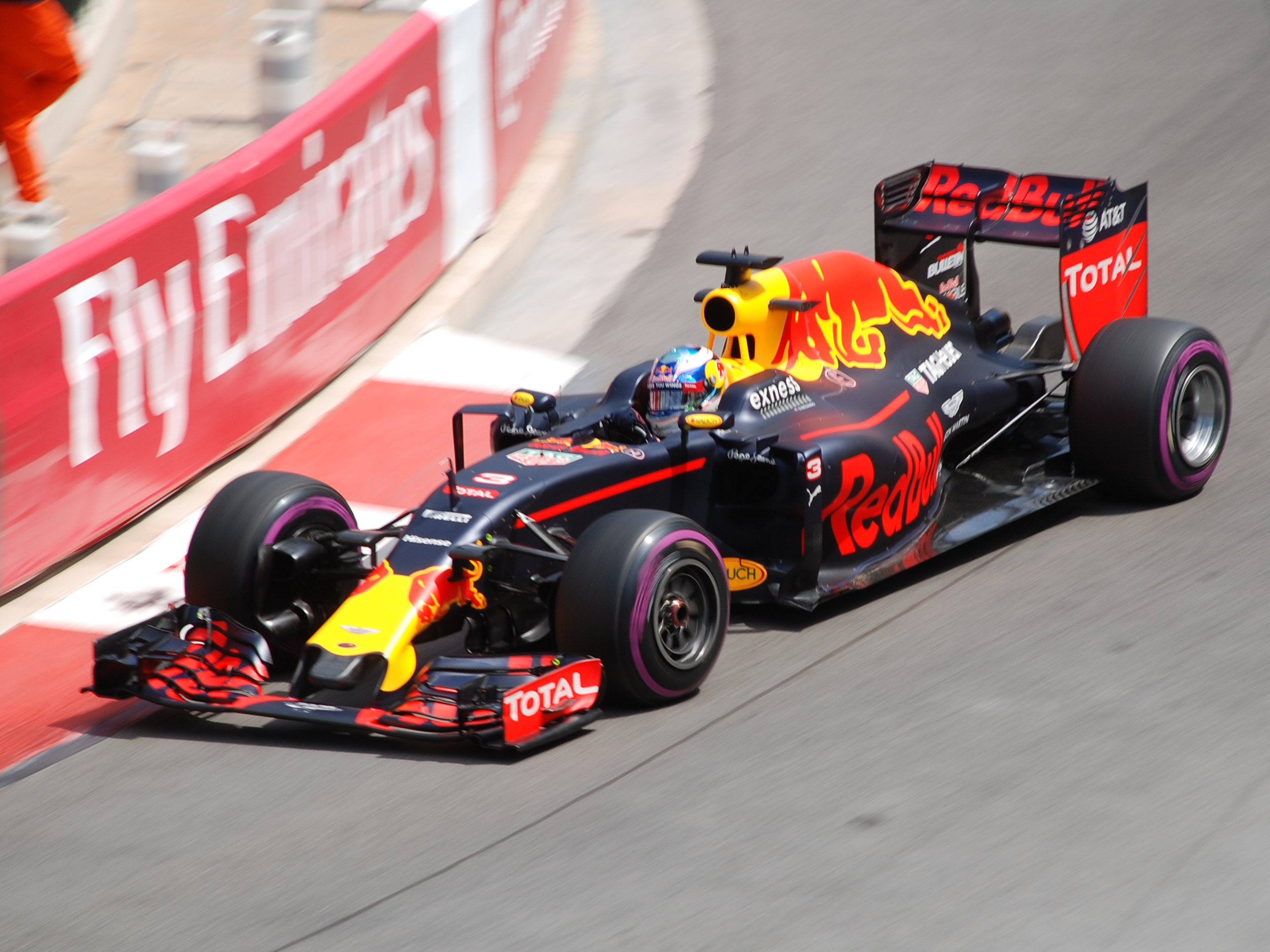
Daniel Ricciardo conquistou sua primeira pole position de sua carreira na F1.

Por causa das limitações da Sauber, Felipe Nasr já não tinha muitas expectativas de um bom lugar no grid de largada. E seu treino durou poucos metros. Logo após sair dos boxes, seu motor estourou, derramando muito óleo na pista e provocando a interrupção do treino com bandeirada vermelha por alguns minutos. A classificação também acabou cedo para Max Verstappen. O jovem holandês foi muito agressivo na saída da chicane da Piscina, tocou no guard rail interno e quebrou a suspensão dianteira. Sem controle da direção do carro, acabou no muro, provocando nova bandeira vermelha. Também foram eliminados no Q1 o parceiro de Nasr na Sauber, Marcus Ericsson, Jolyon Palmer (Renault), Rio Haryanto (Manor) e Pascar Wehrlein (Manor). O mais veloz do Q1 foi Sebastian Vettel, com 1m14s610, seguido por Hamilton, Rosberg e Ricciardo. Já Felipe Massa passou apenas na 15ª posição dos 16 que avançaram ao Q2.
Q2
O treino, para Felipe Massa, no entanto, terminou no Q2. A Williams se mostrou pior que STR, Force India e McLaren no circuito monegasco que exige muita pressão aerodinâmica e não conseguiu emplacar nenhum de seus dois pilotos na disputa da superpole. O brasileiro ficou com o 14º tempo, 1m15s385, enquanto Bottas terminou com o 11º, 1m15s273. Também deram adeus: Esteban Gutiérrez (Haas), Jenson Button (McLaren), Romain Grosjean (Haas) e Kevin Magnussen (Renault). A melhor volta do Q2 ficou por conta de Rosberg, 1m14s043, acompanhado por Hamilton e Vettel, todos com os pneus ultramacios (faixa roxa). O destaque ficou por conta de Ricciardo, que anotou a quarta volta mais rápida, mas com compostos supermacios (faixa vermelha), apostando em uma tática visando a corrida, já que os pilotos largam com os pneus com os quais anotaram suas melhores voltas nesta parte da classificação.
Q3
Assim que começou o Q3, os pilotos logo foram para a pista, exceto Hamilton, que viu seu carro apresentar problemas no pitlane e ficou parado na saída dos boxes. Nas primeiras voltas cronometradas, Daniel Ricciardo cravou 1m13s622 de ultramacios e pulou para a ponta. Vettel e Raikkonen ficaram a 1s do australiano, enquanto Rosberg foi quem mais se aproximou, 1m13s913. Paralelamente, os mecânicos da Mercedes recolheram o carro de Hamilton e trabalharam rápido para o britânico conseguir voltar na metade final do Q3. O tricampeão, porém, virava voltas altas e aparecia na 10ª posição. Nos segundos finais, Hamilton chegou a ensaiar um bote à pole. O inglês fez o melhor primeiro setor, mas não conseguiu manter o ritmo no segundo e terceiro setores e fechou a volta em 1m13s942, suficiente nas para o terceiro lugar. Rosberg melhorou sua marca, 1m13s791, mas não o bastante para superar Ricciardo. A pole era do australiano sendo a primeira de sua carreira e a equipe RBR volta fazer pole position desde o Grande Prêmio do Brasil de 2013.

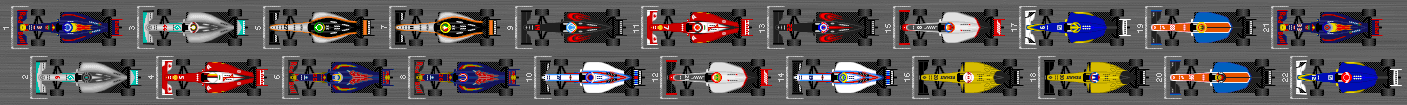
Grid de largada

### Corrida
A previsão de chuva se confirmou. E por questões de segurança, por causa da pista molhada e dos apertados muros do Principado, a direção de prova optou por realizar a largada sob safety car. Enquanto os pilotos faziam fila atrás do carro de segurança, Daniil Kvyat enfrentava problemas com sua STR. O russo parou nos boxes, chegou a trocar o volante e voltou para a pista. Pouco depois, Kvyat voltou aos boxes, mas apesar dos mecânicos estarem preparados, ele passou direto pelo pit lane e retornou para a prova. Enquanto isso, Hamilton era um dos pilotos que pedia a saída do safety car e o começo efetivo da corrida. Após sete voltas atrás do safety car, finalmente a direção de prova autorizou a largada. Ricciardo manteve a liderança, seguido por Rosberg, Hamilton, Vettel e Hulkenberg. Massa, que havia herdado a posição de Kvyat, era 13º, e Nasr, que largara em último, era o 19º.
Magnussen, da Renault entrou nos boxes e ousou colocar pneus intermediários. Já seu companheiro Palmer, mesmo com pneus de chuva extrema, aquaplanou na reta principal e bateu na Sainte Devote, provocando o acionamento do safety car virtual, onde todos os pilotos precisam respeitar um limite de velocidade e as ultrapassagens são proibidas. Duas voltas depois, a direção de prova autorizou a retomada da corrida. Já com pneus intermediários, contra compostos de chuva extrema dos primeiros 16 colocados, Button, Magnussen, Nasr e Kvyat passaram a fazer boas voltas. Mas a pista continuava traiçoeira, com trilhos secos e o resto ainda muito molhado. Tanto que Raikkonen escorregou, tocou no muro e danificou a asa dianteira. O aerofólio prendeu embaixo da roda de sua Ferrari, e o finlandês, sem conseguir fazer curvas, acabou fechando Grosjean, que também se chocou com o muro. Kimi abandonou a prova.
Os pneus de chuva ainda eram a melhor opção e Ricciardo fazia melhor volta em cima de melhor volta, na casa de 1m36s, depois 1m35s, cerca de 2s mais rápido que os demais concorrentes. Em poucas voltas, o australiano colocou mais de 10s de vantagem sobre a dupla da Mercedes. Dos ponteiros, Vettel buscou se antecipar aos rivais e parou nos boxes para colocar pneus intermediários. Com ritmo alto, Rosberg segurava Hamilton. Mas na 15ª volta, o alemão não ofereceu resistência e deixou a porta aberta para o britânico assumir a segunda posição.  Mostrando que estava sendo segurado pelo companheiro, Hamilton virou 1m35s na volta seguinte, enquanto Rosberg virou de 1m40s. Hamilton passou a andar na casa de 1m34s, começando a diminuir a vantagem para o líder Ricciardo. Com a pista secando gradativamente, após 20 voltas, a maioria dos pilotos já havia trocado os pneus de chuva pelos compostos intermediários. Quem ainda não havia trocado aparecia nas seis primeiras posições: Ricciardo, Hamilton, Rosberg, Sainz, Pérez e Massa, além de Wehrlein, o 13º. Rosberg parou nos boxes, colocou pneus intermediários e se manteve na terceira posição. Kvyat e e Magnussem bateram na entrada da reta principal. Os dois vinham se estranhando há diversas curvas e o russo forçou a ultrapassagem, terminando no muro com o dinamarquês.
Líder, Ricciardo, enfim parou nos boxes e optou por pneus intermediários. Com isso, a liderança provisória passou para Hamilton. Lá atrás, Verstappen dava um show particular. Largando do fim do grid, o holandês ia engolindo os adversários e já aparecia na zona de pontuação. O sol abriu de vez em Mônaco e o asfalto começou a secar ainda mais rápido. Ainda sem ter feito parada nos boxes, Hamilton vivia o dilema de pular logo para os compostos de pista seca ou trocar pelos intermediários. Com os compostos de chuva, o inglês foi rapidamente alcançado por Ricciardo, mas conseguia imprimir um ritmo suficiente para se manter à frente do australiano. Com apenas Hamilton e Wehrlein sem terem feito pit stops, a classificação era a seguinte: o britânico liderava, seguido por Ricciardo, Rosberg, Vettel, Hulk, Sainz, Alonso, Gutiérrez, Verstappen e Massa. Nasr aparecia em 15º. Com o asfalto cada vez mais seco, mas com alguns trechos fora do trilho ainda molhados, Ericsson foi o primeiro a arriscar colocar os pneus slick. O sueco optou pelos compostos faixa roxa, os ultramacios, novidade para esta temporada que estreou nesta etapa. A parada do sueco foi o sinal. Hamilton, enfim, fez seu pit stop e colocou pneus ultramacios. Nas voltas seguintes, Rosberg, Pérez, Vettel, Hulkenberg, Sainz, Verstappen e Button também colocaram compostos para pista seca. Com isso, Ricciado reassumiu a ponta. Mas Ricciardo também foi para os boxes colocar pneus de pista seca. Os mecânicos, porém, não estavam preparados no momento do pit stop e tiveram que correr para levar os supermacios (faixa vermelha) para o carro. Com isso, o piloto perdeu muito tempo parado nos boxes, suficiente para perder a ponta para Hamilton.
Após as paradas para pneus de pista seca, a classificação passou a ser a seguinte: 1º Hamilton (ultramacio), 2º  Ricciardo (supermacio), 3º Pérez (macio), 4º Vettel (macio), 5º Alonso (supermacio), 6º Rosberg (ultramacio), 7º  Hulkenberg (macio), 8º Sainz (supermacio), 9º  Button (supermacio), 10º Gutiérrez (ultramacio), 11º Massa (supermacio) e 12º Verstappen (macio). Andando acima do limite e se arriscando a cada volta, Verstappen perdeu o controle da RBR ao tocar em uma parte molhada da pista e acabou no muro. O acidente provocou mais um acionamento do safety car virtual.

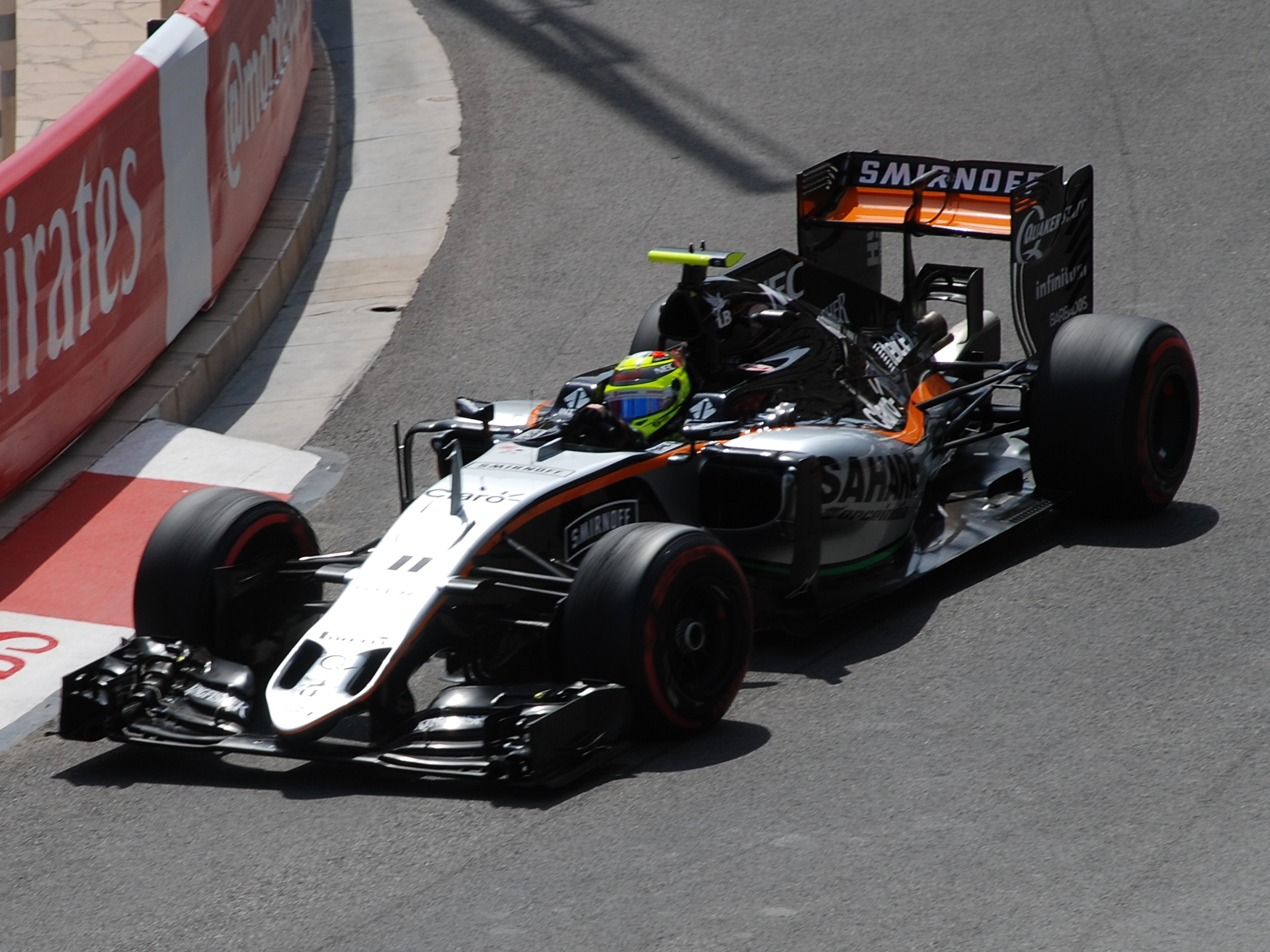
Sergio Pérez conquistou o pódio ao chegar em terceiro e foi o destaque da corrida.

Na relargada, Ricciardo partiu para cima de Hamilton. O britânico errou a entrada da chicane na saída do túnel e permitiu que o australiano colocasse do lado. Mas Hamilton deu uma fechada, forçando o rival a frear para evitar o choque. “O que ele fez?”, reclamou Ricciardo pelo rádio. A direção de prova, porém, decidiu não punir o inglês. Massa deixou Gutiérrez para trás e voltou para a zona de pontuação, em décimo. Nasr se encontrava em 15º, logo à frente de Ericsson. Pelo rádio, a Sauber pediu para o brasileiro dar passagem para o companheiro. Ele, porém, se negou a abrir passagem. O sueco, então, forçou, e os dois acabaram batendo na Rascasse. O safety car virtual foi acionado novamente. Ambos tentaram seguir na corrida, mas depois abandonaram. Lá na frente, Ricciardo tentava se reaproximar do líder Hamilton. O australiano chegou a colar novamente, mas na sequência perdeu terreno para o britânico. A dúvida passava a ser se o britânico conseguiria levar os pneus ultramacios até o fim da prova. No duelo pela quinta colocação, Rosberg passou Alonso na saída do túnel, mas cortou a chicane. Por precaução, o alemão preferiu devolver a posição para o espanhol.
A previsão do tempo indicou a possibilidade de chuva a oito voltas do fim. Um grande pedaço de plástico caiu na pista e foi preciso o acionamento de mais um safety car virtual para a retirada do objeto. Confirmando a previsão da meteorologia, começaram a cair alguns pingos de chuva a oito voltas do fim da prova.  Na ponta, Hamilton administrava uma vantagem de 4s para Ricciaddo. Mais atrás, o quarto colocado Vettel se aproximava de Pérez em busca de um lugar no pódio. Restando duas voltas, a chuva começou a apertar um pouco. Ela seguia fina, mas com muros tão próximos, qualquer erro teria consequências drásticas. Apesar das gotas de chuva, Hamilton levou o carro na ponta dos dedos para vencer a prova.  Ricciardo chegou em segundo, e Pérez completou o pódio. Vettel, Alonso, Hulkenberg, Rosberg, Sainz, Button e Massa fecharam a zona de pontuação.

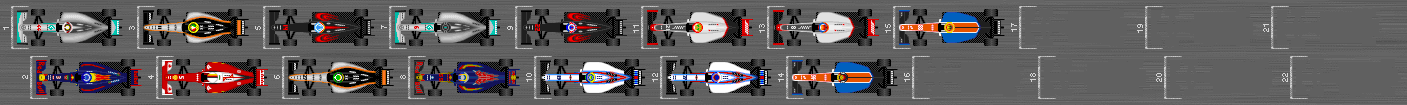
Resultado da Corrida

## Pneus
| Nome do Composto | Cor | Banda de Rolamento | Condições de Condução | Dry Type                           | Aderência      | Longevidade   |
| ---------------- | --- | ------------------ | --------------------- | ---------------------------------- | -------------- | ------------- |
| Ultra Macio      |     | Slick (P Zero)     | Seco                  | Ultrasoft                          | Mais Aderência | Menos Durável |
| Super Macio      |     | Slick (P Zero)     | Seco                  | Supersoft                          | Mais aderência | Menos durável |
| Macio            |     | Slick (P Zero)     | Seco                  | Soft                               | Médio          | Médio         |
| Intermediário    |     | Sulcos (Cinturato) | Molhado               | Intermediate (água não estagnante) | —              | —             |
| Chuva            |     | Sulcos (Cinturato) | Molhado               | Wet (água estagnante)              | —              | —             |

## Resultados

### Treino Classificatório
| Pos.                     | Nº | Piloto            | Construtor           | Q1       | Q2       | Q3       | Grid |
| ------------------------ | -- | ----------------- | -------------------- | -------- | -------- | -------- | ---- |
| 1                        | 3  | Daniel Ricciardo  | Red Bull-TAG Heuer   | 1:14.912 | 1:14.357 | 1:13.622 | 1    |
| 2                        | 6  | Nico Rosberg      | Mercedes             | 1:14.873 | 1:14.043 | 1:13.791 | 2    |
| 3                        | 44 | Lewis Hamilton    | Mercedes             | 1:14.826 | 1:14.056 | 1:13.942 | 3    |
| 4                        | 5  | Sebastian Vettel  | Ferrari              | 1:14.610 | 1:14.318 | 1:14.552 | 4    |
| 5                        | 27 | Nico Hülkenberg   | Force India-Mercedes | 1:15.333 | 1:14.989 | 1:14.726 | 5    |
| 6                        | 7  | Kimi Raikkonen    | Ferrari              | 1:15.499 | 1:14.789 | 1:14.732 | 11 1 |
| 7                        | 55 | Carlos Sainz Jr.  | Toro Rosso-Ferrari   | 1:15.467 | 1:14.805 | 1:14.749 | 6    |
| 8                        | 11 | Sergio Pérez      | Force India-Mercedes | 1:15.328 | 1:14.937 | 1:14.902 | 7    |
| 9                        | 26 | Daniil Kvyat      | Toro Rosso-Ferrari   | 1:15.384 | 1:14.794 | 1:15.273 | 8    |
| 10                       | 14 | Fernando Alonso   | McLaren-Honda        | 1:15.504 | 1:15.107 | 1:15.363 | 9    |
| 11                       | 77 | Valtteri Bottas   | Williams-Mercedes    | 1:15.521 | 1:15.273 | —        | 10   |
| 12                       | 21 | Esteban Gutierrez | Haas-Ferrari         | 1:15.592 | 1:15.293 | —        | 12   |
| 13                       | 22 | Jenson Button     | McLaren-Honda        | 1:15.554 | 1:15.352 | —        | 13   |
| 14                       | 19 | Felipe Massa      | Williams-Mercedes    | 1:15.710 | 1:15.385 | —        | 14   |
| 15                       | 8  | Romain Grosjean   | Haas-Ferrari         | 1:15.465 | 1:15.571 | —        | 15   |
| 16                       | 20 | Kevin Magnussen   | Renault              | 1:16.253 | 1:16.058 | —        | 16   |
| 17                       | 9  | Marcus Ericsson   | Sauber-Ferrari       | 1:16.299 | —        | —        | 17   |
| 18                       | 30 | Jolyon Palmer     | Renault              | 1:16.586 | —        | —        | 18   |
| 19                       | 88 | Rio Haryanto      | MRT-Mercedes         | 1:17.295 | —        | —        | 19   |
| 20                       | 94 | Pascal Wehrlein   | MRT-Mercedes         | 1:17.452 | —        | —        | 20   |
| Tempo dos 107%: 1:19.832 |    |                   |                      |          |          |          |      |
| 21                       | 33 | Max Verstappen    | Red Bull-TAG Heuer   | 1:22.467 | —        | —        | PL 2 |
| 22                       | 12 | Felipe Nasr       | Sauber-Ferrari       | S/Tempo  | —        | —        | PL 2 |
| Fonte:                   |    |                   |                      |          |          |          |      |

Notas
↑1  - Kimi Raikkonen (Ferrari) perdera cinco posições do grid de largada por trocar o câmbio.
↑2  - Max Verstappen (Red Bull) e Felipe Nasr (Sauber) não obtiveram tempo de volta no Q1, porém foram autorizados a largarem e ambos largaram nos boxes.

### Corrida
| Pos.   | Nu. | Piloto            | Construtor           | Voltas | Tempo/Retirado | Grid | Pontos |
| ------ | --- | ----------------- | -------------------- | ------ | -------------- | ---- | ------ |
| 1      | 44  | Lewis Hamilton    | Mercedes             | 78     | 1:59:29.133    | 3    | 25     |
| 2      | 3   | Daniel Ricciardo  | Red Bull-TAG Heuer   | 78     | +7.252         | 1    | 18     |
| 3      | 11  | Sergio Pérez      | Force India-Mercedes | 78     | +13.825        | 7    | 15     |
| 4      | 5   | Sebastian Vettel  | Ferrari              | 78     | +15.846        | 4    | 12     |
| 5      | 14  | Fernando Alonso   | McLaren-Honda        | 78     | +85.076        | 10   | 10     |
| 6      | 27  | Nico Hülkenberg   | Force India-Mercedes | 78     | +92.999        | 5    | 8      |
| 7      | 6   | Nico Rosberg      | Mercedes             | 78     | +93.290        | 2    | 6      |
| 8      | 55  | Carlos Sainz Jr.  | Toro Rosso-Ferrari   | 77     | +1 volta       | 6    | 4      |
| 9      | 22  | Jenson Button     | McLaren-Honda        | 77     | +1 volta       | 13   | 2      |
| 10     | 19  | Felipe Massa      | Williams-Mercedes    | 77     | +1 volta       | 14   | 1      |
| 11     | 21  | Esteban Gutierrez | Haas-Ferrari         | 77     | +1 volta       | 12   |        |
| 12     | 77  | Valtteri Bottas   | Williams-Mercedes    | 77     | +1 volta 3     | 10   |        |
| 13     | 8   | Romain Grosjean   | Haas-Ferrari         | 76     | +2 voltas      | 13   |        |
| 14     | 94  | Pascal Wehrlein   | MRT-Mercedes         | 76     | +2 voltas 4    | 14   |        |
| 15     | 88  | Rio Haryanto      | MRT-Mercedes         | 74     | +4 voltas      | 19   |        |
| Ret    | 9   | Marcus Ericsson   | Sauber-Ferrari       | 51     | Colisão        | 17   |        |
| Ret    | 12  | Felipe Nasr       | Sauber-Ferrari       | 48     | Colisão        | 22   |        |
| Ret    | 33  | Max Verstappen    | Red Bull-TAG Heuer   | 34     | Acidente       | 21   |        |
| Ret    | 20  | Kevin Magnussen   | Renault              | 32     | Acidente       | 16   |        |
| Ret    | 26  | Daniil Kvyat      | Toro Rosso-Ferrari   | 18     | Colisão        | 8    |        |
| Ret    | 7   | Kimi Raikkonen    | Ferrari              | 10     | Acidente       | 11   |        |
| Ret    | 30  | Jolyon Palmer     | Renault              | 7      | Acidente       | 18   |        |
| Fonte: |     |                   |                      |        |                |      |        |

↑3  - Valtteri Bottas recebeu 10 segundos de penalidade de tempo por causar uma colisão.
↑4  - Pascal Wehrlein recebeu 20 segundos de penalidade de tempo por ignorar o Safety Car Virtual (10s) e bandeira azul (10s).

## Curiosidade
- Foi utilizado pela primeira vez da fornecedora de pneus, Pirelli, o Ultramacio.
- Primeira Pole Position de Daniel Ricciardo.

## Tabela do campeonato após a corrida
Somente as cinco primeiras posições estão incluídas nas tabelas.
| Pos | Piloto           | Pontos | Var |
| --- | ---------------- | ------ | --- |
| 1   | Nico Rosberg     | 106    | 0   |
| 2   | Lewis Hamilton   | 82     | 1   |
| 3   | Daniel Ricciardo | 66     | 2   |
| 4   | Kimi Raikkonen   | 61     | 2   |
| 5   | Sebastian Vettel | 60     | 2   |

| Pos | Construtor           | Pontos | Var |
| --- | -------------------- | ------ | --- |
| 1   | Mercedes             | 188    | 0   |
| 2   | Ferrari              | 121    | 0   |
| 3   | Red Bull-TAG Heuer   | 112    | 0   |
| 4   | Williams-Mercedes    | 66     | 0   |
| 5   | Force India-Mercedes | 37     | 0   |